# (78905) Seanokeefe
(78905) Seanokeefe est un astéroïde de la ceinture principale.

## Description
(78905) Seanokeefe est un astéroïde de la ceinture principale. Il fut découvert le 16 septembre 2003 à l'Observatoire Palomar par le programme NEAT. Il présente une orbite caractérisée par un demi-grand axe de 2,41 UA, une excentricité de 0,25 et une inclinaison de 21,4° par rapport à l'écliptique.

## Compléments